# AMV

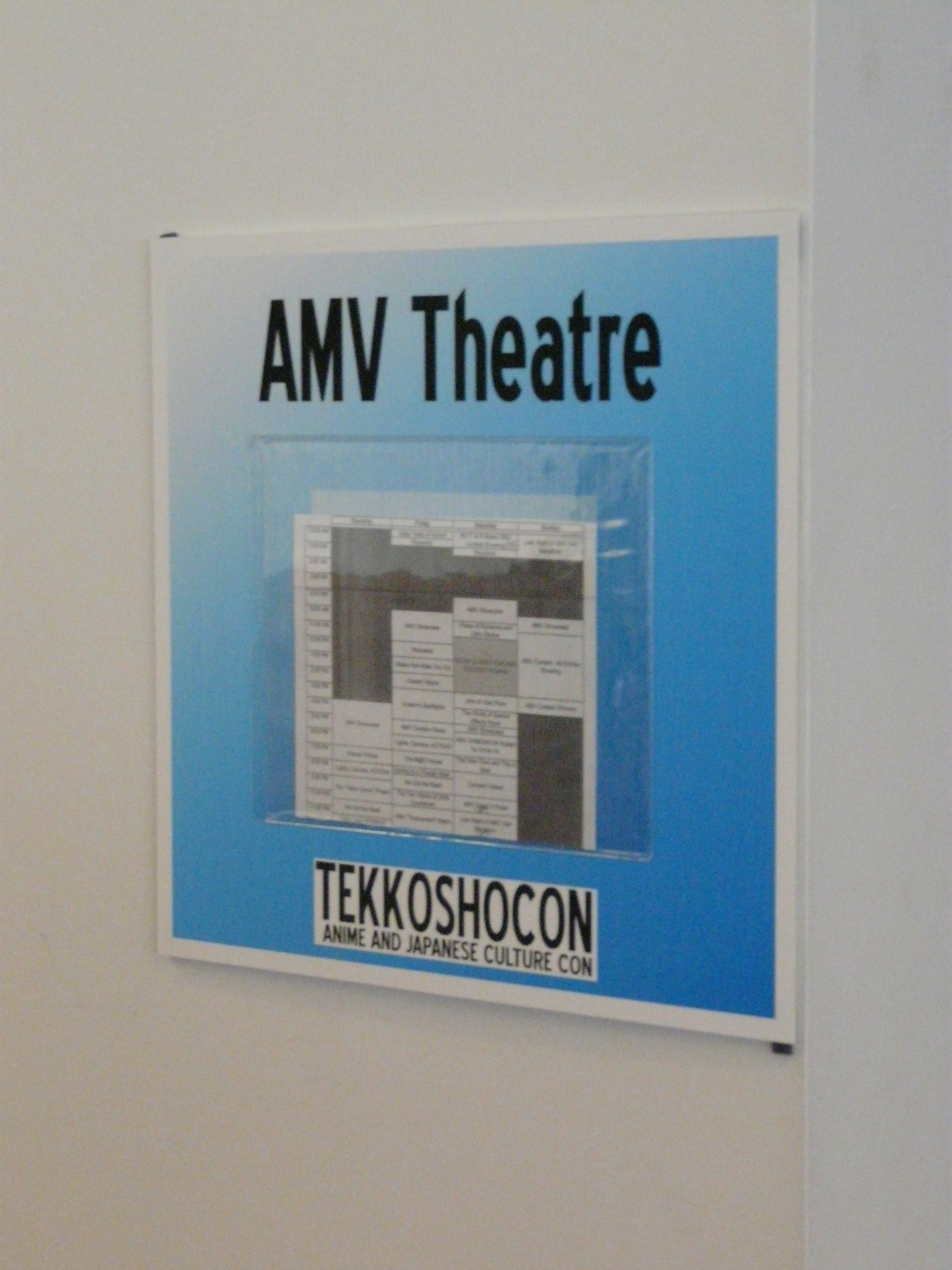

AMV (від англ. Anime Music Video) — музичний відеокліп, створений любителями за допомогою програм для редагування відео з використанням фрагментів з аніме (або відеогри), художнім чином суміщених з якою-небудь музикою.
У AMV використовуються відеофрагменти тільки з аніме або з японських відеоігор (підвид кліпів на ігри називається Game Music Video або GMV). Кліпи не на аніме, або на неяпонські відеоігри, а також на «живе» відео (кінофільми), не є AMV. У плані музики, навпаки, обмежень практично немає, не рекомендується тільки використовувати музику безпосередньо з того ж аніме (гри), на які створюється кліп.
Для AMV характерні ілюстративність та прагнення досягти точної синхронізації. Тобто, зазвичай відеоряд кліпу підбирається так, щоб прямо ілюструвати слова пісні чи щонайменше відповідати настрою музики. Синхронізація ж означає відповідність рухів, особливо рухів губ, подій, зміни кадрів тощо, музиці. Не всі AMV робляться саме так, однак більшість  старається дотримуватися цього стандарту. Принаймні саме це є головними критерієм при оцінці кліпів знавцями, в той час як звичайні глядачі звертають увагу перш за все на музику та яскравість відеоряду, та їх загальне, а не покадрове співвідношення.